# دوروثي إيدي
دوروثي لويز إيدي (بالإنجليزية: Dorothy Louise Eady)‏، والمعروفة أيضًا باسم أم سيتي (16 يناير 1904 - 21 أبريل 1981)، كانت حارسة معبد أبيدوس سيتي الأول ودروتسومان لإدارة الآثار المصرية. وهي معروفة بشكل خاص بإيمانها بأنها كانت في السابق لها حياة كاهنة في مصر القديمة، فضلًا عن أبحاثها التاريخية الكبيرة في أبيدوس. كانت حياتها وعملها موضوع العديد من المقالات، والأفلام الوثائقية التلفزيونية، والسير الذاتية.

## حياتها المبكرة
وُلِدت دوروثي لويز إيدي في بلدة ساحلية في لندن عام 1904، في سن الثالثة، وبعد أن سقطت من على سلالم الدرج، بدأت تظهر عليها سلوكيات غريبة، وطالبت بأن «تعود إلى البيت». كما أن تطورت عندها متلازمة اللهجة الأجنبية/الخارجية. وقد تسبب ذلك في بعض الصراعات في حياتها المبكرة. طلبت معلمتها في مدرسة الأحد أن يبقيها والداها بعيدًا عن الصف، لأنها قارنت المسيحية مع الديانة المصرية القديمة «هيثن»، وطردت من مدرسة بنات دولويتش بعد أن رفضت غناء ترنيمة دعت الله إلى «لعنة المصريين». زياراتها المنتظمة للكتلة الكاثوليكية، فهي كانت تحبها لأنَّها تذكرها بـ«الديانة القديمة»، تم الانتهاء من ذلك بعد استجواب وزيارة لوالديها من قبل كاهن. 
بعد أن أخذها والداها لزيارة المتحف البريطاني، وهي تراقب الصور في غرفة المعارض بمعبد المملكة الجديدة، ادعت إيدي الشابة قائلة «هناك بيتي!» ولكن «أين هي الأشجار أين الحدائق؟» كان المعبد هو سيتي الأول، والد رمسيس الكبير. ركضت حول قاعات الغرف المصرية بين الناس، تقبل أقدام التماثيل. بعد هذه الرحلة استغلت كل فرصة لزيارة غرف المتحف البريطاني. وقالت إنها التقت في نهاية المطاف إي واليس بادج، التي استغلت حماس شبابها وشجعتها على دراسة الهيروغليفية. 
بعد الهروب من غارة قصف خلال الحرب العالمية الأولى، انتقلت إلى منزل جدتها في ساسكس. وهنا، واصلت دراستها لمصر القديمة في المكتبة العامة إيستبورن، وعندما كانت في الخامسة عشرة من عمرها وصفت زيارة ليلية من قبل مومياء فرعون سيتي الأول. سلوكها إلى جانب المشي أثناء النوم والكوابيس حكمت عليها أن تكون مسجونة في مصحات نفسية عدة مرات. وعند مغادرتها المدرسة في سن السادسة عشرة، زارت المتاحف والمواقع الأثرية في جميع أنحاء بريطانيا، وسهل ذلك تحقيقات والدها في صناعة السينما المزدهرة في جميع أنحاء البلاد. 
أصبحت إيدي طالبة بدوام جزئي في مدرسة بلايموث للفنون وبدأت في جمع الآثار المصرية بأسعار معقولة. خلال الفترة التي قضتها في بورتسموث، أصبحت جزءا من مجموعة مسرحية قامت بأداء مسرحية تقوم على قصة إيزيس وأوزوريس. أخذت دور إيزيس وقامت بغناء الرثاء لوفاة أوزوريس.
في سن السابعة والعشرين، بدأت العمل في لندن مع مجلة العلاقات العامة المصرية، وقد كتبت مقالات ووجهت الرسوم الكاريكاتورية التي تعكس دعمها السياسي لمصر لتصبح مستقلة. خلال هذه الفترة التقت زوجها المستقبلي الطالب المصري إمام عبد المجيد.

## انتقالها إلى مصر
وفي عام 1931 انتقلت إلى مصر بعد أن طلب منها إمام عبد المجيد، مدرس اللغة الإنجليزية، أن تتزوجه. عند وصولها إلى مصر، قبلت العرض وأعلنت أنها قد عادت إلى المنزل للبقاء. أقام الزوجان في القاهرة وأعطتها عائلة زوجها لقب «بلبل» (نايتنجيل). وكان اسم ابنهم سيتي، الذي اشتق اسمها الشعبي «أم سيتي». بعد لقاء مع سكرتير جورج ريسنر، الذي علق على قدرتها الواضحة على سحر الثعابين، وقال إن مثل هذه الإمكانات كانت في وقت مبكر من الأدب المصري القديم، زارت أم سيتي الهرم الأسري الخامس في أوناس. عندما قدمت عرضا وأخذت حذاءها قبل دخول هرم أوناس. استمرت في الإبلاغ عن الظهور والتجارب الخارجية خلال هذا الوقت، والتي تسببت في الاحتكاك مع الطبقة العليا من الطبقة المتوسطة التي تزوجت فيها. 

### قصة هور راع عن حياتها
خلال فترة مبكرة لها ذكرت زيارات ليلية من قبل ظهور هور-راع. لقد أملى ببطء لها، على مدى اثني عشر شهراً، قصة حياتها السابقة. استغرقت القصة حوالي سبعين صفحة من النصوص الهيروغليفية المخطوطة. وصفت حياة امرأة شابة في مصر القديمة، اسمها بنتريشيت، والذي أعيد تجسيدها في شخص دوروثي إيدي. وصفت بينتريشيت («قيثارة الفرح») في هذا النص بأنه من أصل متواضع، والدتها كانت بائعة للخضار ووالدها جندياً خلال حكم سيتي الأول (1290 قبل الميلاد إلى 1279 قبل الميلاد). عندما كانت في الثالثة من عمرها، توفيت والدتها، ووضعت في معبد كوم السلطان في أبيدوس لأن والدها لم يتمكن من تحمل رعايتها. هناك، ترعرعت لتكون كاهنة. عندما كانت في الثانية عشرة من عمرها سألها الكاهن الأعلى إذا كانت ترغب في الخروج إلى العالم أو البقاء وتصبح عذراء مكرسة. وفي غياب الفهم الكامل وبدون بديل عملي، أخذت العهود على نفسها. 
خلال العامين التاليين، تعلمت دورها في الدراما السنوية لشغف أوزوريس وقيامته، وهو دور لا يمكن أن تؤديه الكهنة البكرات إلا لإيزيس. وفي يوم من الأيام، أثناء زيارة للملك سيتي تحدث معها. وأصبحوا عشاقا، وتناولا «إوزّة غير مطبوخة»، وهو مصطلح مصري قديم يمكن أن يحمل نفس معنى «تناوُل الفاكهة المحرّمة». عندما أصبحت بنتريشيت حاملاً من الملك سيتي قالت للكاهن الأعلى. وأبلغها الكاهن الرفيع أن خطورة الجريمة فظيعة جدًّا بحيث تكون الموت هي العقوبة الأكثر احتمالا في المحاكمة. فلم ترغب أن تكون سبباً في فضيحة عامة لسيتي، فانتحرت بدلاً من المحاكمة. 

## عملها مع سليم حسن وأحمد فخري
في عام 1935، انفصلت دوروثي إيدي عن زوجها عندما تولى وظيفة التدريس في العراق. بقي ابنهم سيتي معها. بعد عامين من انهيار الزواج ذهبت للعيش في نزلة السمان بالقرب من أهرامات الجيزة، حيث التقت عالم الآثار المصري سليم حسن من قسم الآثار، الذي كان يعمل فيها كأمين سر ودروتسومان. كانت أول موظفة في الدائرة ونعمة لحسن. وفقا لبربارة ليسكو، "كانت مساعدة كبيرة للباحثين المصريين، وخاصة حسن وفخري، وتصحيح لغتهم الإنجليزية وكتابة مقالات باللغة الإنجليزية للآخرين. 
من خلال اهتمامها الشديد بالآثار، التقت وصادقت العديد من علماء المصريات الشهيرين في العصر. وقدمت أم سيتي إسهاما كبيرا في عمل حسن فعند وفاته كانت تعمل لدى أحمد فخري أثناء حفرياته في دهشور. وتعطي «الحفريات في الجيزة»، التي تضم عشرة مجلدات، «إشارة خاصة، مع خالص الامتنان» إلى دوروثي إيدي لتحريرها ورسمها وفهرستها وتصحيحها. تعلمت من هؤلاء العلماء تقنيات علم الآثار، في حين استفادوا من خبرتها في الهيروغليفية والرسم. 
خلال هذا الوقت كانت تصلى، وتقدم عروض متكررة لآلهة مصر القديمة، وكثيرا ما تقضي ليلها في الهرم الأكبر. أصبحت إيدي موضوع القيل والقال في القرية لأنها ستقدم صلاة الليل والعروض لحورس في أبو الهول. إلا أنها كانت تحترم من قبل القرويين على صدقها في عدم إخفاء إيمانها الحقيقي بالآلهة المصرية. كانت تحترم وتقدر الاحتفالات الدينية للآخرين، المسلمين خلال شهر رمضان والمسيحيين في عيد الميلاد. 
وأعطت جمعياتها مع العمال وأسرهم تجربتها المباشرة في الحياة المصرية المعاصرة. وقد رأت خيطا مشتركا ينضم إلى جميع فترات التاريخ المصري. الفرعونية، الرومانية - اليونانية، المسيحية، والإسلامية. وكان هذا الخيط هو نهر النيل، الذي يحرك حياة الناس على العديد من المستويات.

## انتقالها إلى أبيدوس
تم إنهاء مشروع أبحاث الهرم دهشور في أوائل عام 1956، مما ترك دوروثي إيدي عاطلة عن العمل. واقترح فخري أنها «تتسلق الهرم الأكبر، وعندما تصل إلى الأعلى، فتتجه غربا، وتدعو إلى ربها أوزوريس وتطلب منه» وقد عرض عليها اختيار الحصول على وظيفة جيدة الأجر في مكتب القاهرة للسجلات، أو منصب ضعيف الأجر في أبيدوس كدروتسوومان، واختارت هذا الأخير وذكرت أن سيتي وافق على هذه الخطوة، لأن «عجلة المصير» تحولت، وهذا سيكون وقت الاختبار، وإذا كانت عفوية فإنها الآن تتراجع عن خطيئة بينتريشيت القديمة.
وفي 3 آذار / مارس 1956، غادرت أم سيتي البالغة من العمر 52 عاما إلى أبيدوس. أقامت منزلها في أرابيت أبيدوس، التي تقع في مهد الجبل بيجا-ذي-غاب . يعتقد المصريون القدماء أن هذا الجبل أدى إلى آمنتي والآخرة. كانت هنا هي التي بدأت تسمى «أم سيتي»، لأنه من العرف في القرى المصرية أن يُشار إلى الأم باسم طفلها الأكبر.
أبيدوس كانت لها أهمية خاصة بالنسبة لها، حيث كانت تعتقد أن بانترشيت عاشت وخدمت في معبد سيتي. كانت قد قامت بزيارة قصيرة إلى الموقع من قبل، حيث أثبتت معرفتها المتقدمة. في إحدى هذه الرحلات إلى المعبد، قرر كبير المفتشين في إدارة الآثار، الذي كان على دراية بمزاعمها، اختبارها من خلال مطالبتها بالوقوف على لوحات جدارية خاصة في ظلمة داكنة. وصدرت تعليمات لها بتحديدها على أساس معرفتها السابقة كاهنة المعبد. أكملت المهمة بنجاح، على الرغم من أن مواقع اللوحة لم تكن قد نشرت بعد في هذا الوقت.
أمضت أول سنتين قائمة تترجم قطعا من قصر معبد تم حفره مؤخرا. تم دمج عملها في دراسة إدورارد غزولي «القصر والمجلات المرفقة بمعبد سيتي الأول في أبيدوس». وأعرب عن شكره الخاص لها في هذا العمل وأعجب بالمهارات التي أبدتها في ترجمة النصوص الغامضة، إلى جانب أعضاء آخرين في إدارة الآثار. كتبت في عام 1957 جدولًا طقوسيًّا لأيام العيد استنادًا إلى النصوص المصرية القديمة.
بالنسبة لها، كان معبد سيتي مكان السلام والأمن حيث كانت تشاهد من قبل عيون الخير للآلهة المصرية القديمة. وزعمت أم سيتي أنه في حياتها السابقة مثل بينتريشيت كان المعبد حديقة، حيث كانت قد اجتمعت لأول مرة مع سيتي الأول. وصفتها بأنها فتاة صغيرة لم يكن يعتقد من قبل والديها، ولكن بينما كانت تعيش في أبيدوس، تم العثور عليها حيث قالت إنه سيتم العثور عليها. حيث كشفت الحفريات حديقة مطابقة لأوصافها.
كانت كل صباح وليل تزور المعبد لتقرأ الصلوات لهذا اليوم. وفي أعياد ميلاد أوزوريس وإيزيس تمت ملاحظة امتناعها عن الطعام القديم، وتقديم عروض من البيرة والنبيذ والخبز والبسكويت والشاي إلى كنيسة أوزوريس. كما يتم تلاوة رثاء إيزيس وأوزوريس، التي تعلمت أنها فتاة. تحولت إحدى غرف المعبد إلى مكتب شخصي، حيث قامت بعملها وتصادقت مع كوبرا كانت تغذيها بشكل منتظم، لتنبه حراس المعبد.
ووصفت معبد سيتي وكأنها تدخل آلة الزمن، حيث يصبح الماضي الحاضر والعقل الحديث لديه صعوبة في فهم العالم الذي يقبل فكرة السحر. ادعت أن المشاهد التي تم تصويرها على جدران المعبد كانت نشطة في أذهان المصريين القدماء على مستويين. أولا، جعلوا المعروضات دائمة. لوحة فرعون التي تقدم الخبز إلى أوزوريس، على سبيل المثال. ثانيا، يمكن أن تكون الصورة متحركة من قبل روح الإله، إذا وقف الشخص للتصوير ودعا اسم الله.